# Dinkelacker CD-Pils
La Dinkelacker CD-Pils è una birra tedesca a bassa fermentazione di stile pilsener prodotta dalla Dinkelaker-Schwaben Bräu AG, uno dei due maggiori birrifici del Baden-Württemberg.

## Descrizione
La Dinkelacker CD-Pils è prodotta nell'antico birrificio di Stoccarda, fondato nel 1888 da Carl Dinkelacker, da cui il logo della birra commercializzata prende le iniziali "CD". Nel 1994 l'azienda Dinkelacker si è fusa con la Schwaben Bräu, La produzione avviene in bollitori di rame con l'aggiunta, per quattro volte, di mezza dozzina di diversi tipi di luppolo di cui l'ultimo è il Brewer's Gold miscelato durante lo svuotamento dei tini di fermentazione.
Il gusto è secco, fortemente luppolato con leggere note di malto.